# 馬料水公共運輸交匯處
馬料水公共運輸交匯處是位於香港馬料水的一個坑狀露天車站，連接東鐵綫大學站，鄰近香港中文大學，設有巴士總站、專綫小巴總站和的士站。此車站及以北地區亦是新界的士指定可行駛範圍。

## 總站巴士路線

### 九龍巴士87K線
- 大學站 ↺ 錦英苑

1992年8月1日開辦，循環行走大學鐵路站及錦英苑之間。

### 九龍巴士87S線
- 錦英苑 ↺ 大學站（上午繁忙時間）
大學站 ↺ 錦英苑（下午繁忙時間）

1994年6月27日投入服務，晨早繁忙時間由錦英苑往大學鐵路站；而黃昏繁忙時間則大學鐵路站往錦英苑。

### 九龍巴士99R線
- 大學站 ↔ 西貢（北）

2013年12月25日投入服務，於星期日及公眾假期服務，每一小時一班。

### 九龍巴士272A線
- 大學站 ↺ 白石角

2013年3月24日投入服務，以配合天賦海灣落成，方便前往白石角的港鐵東鐵綫乘客。

### 九龍巴士272K線
- 大學站 ↺ 香港科學園

2002年5月27日投入服務，以配合香港科學園首期落成，方便前往科學園的港鐵東鐵綫乘客，祇於平日繁忙時間提供服務。

### 九龍巴士287線
- 大學站 ↺ 西沙GO PARK

### 九龍巴士289K線
- 大學站 ↺ 富安花園

2001年1月1日開辦，以循環線形式由大學鐵路站往返富安花園。

## 途經路線

### 九龍巴士43P線
- 荃灣西站 ↔ 香港科學園

### 九龍巴士82C線
- 沙田（廣源） ↔ 香港科學園

### 九龍巴士263A線
- 屯門站 ↔ 香港科學園

### 城巴582線
- 白石角 ↺ 西沙及十四鄉

### 過海隧道巴士900線(特別班次)
- 白石角 ↔ 灣仔（會展）

### 新界區專線小巴27B線
- 白石角（天賦海灣） ↔ 沙田站（排頭街）

## 總站路線資料（專線小巴）

### 新界區專線小巴807A線
- 大學站 ↔ 馬鞍山站

### 新界區專線小巴807C線
- 大學站 ↔ 海栢花園

### 新界區專線小巴807K線
- 大學站 ↔ 井頭

### 新界區專線小巴807S線
- 大學站 ↔ 大洞

### 新界區專線小巴807X線
- 大學站 ↔ 烏溪沙站